# Bezembinder

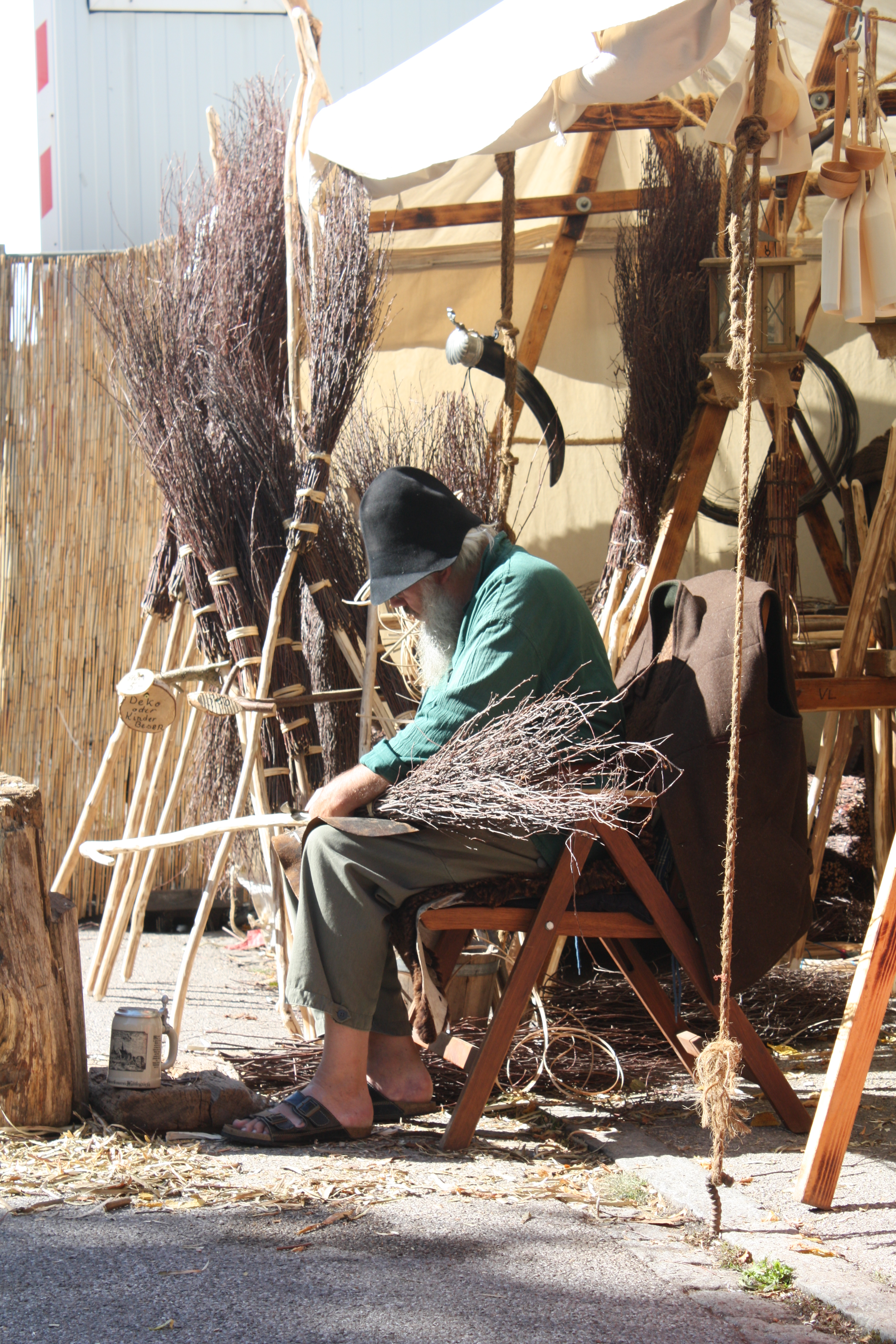
Bezembinder

Bezembindsters, 1898 of eerder

De bezembinder vervaardigde als ambachtsman bezems voor  gebruik op straat, in de stal of in huis.
Voor straat- en stalbezems werden berkentakken, maar ook heide of brem gebruikt. Voor veegwerk binnenshuis werden bezems gemaakt van huttentutplanten.
In de winter ging de bezembinder in het bos op zoek naar geschikte berkentakken. Naast de dunne twijgen werden ook dikkere takken verzameld voor de stelen. De twijgen werden op twee tot drie plaatsen samengebonden, in oude tijden met wilgentenen en later met binddraad. Tot slot werd de aangescherpte steel in de takkenbundel geslagen.